# Giro di Campania 1958
Il Giro di Campania 1958, ventiseiesima edizione della corsa, si svolse il 10 aprile 1958 su un percorso di 246,7 km. La vittoria fu appannaggio dell'italiano Alfredo Sabbadin, che completò il percorso in 6h50'10", precedendo i connazionali Nello Fabbri e Guido Carlesi.

## Ordine d'arrivo (Top 10)
| Pos. | Corridore            | Squadra              | Tempo    |
| ---- | -------------------- | -------------------- | -------- |
| 1    | Alfredo Sabbadin     | Asborno-Fréjus       | 6h50'10" |
| 2    | Nello Fabbri         | Legnano              | s.t.     |
| 3    | Guido Carlesi        | Leo-Chlorodont       | s.t.     |
| 4    | Giorgio Tinazzi      | San Pellegrino Sport | s.t.     |
| 5    | Sante Ranucci        | Torpado              | s.t.     |
| 6    | Bruno Costalunga     | Leo-Chlorodont       | a 2'55"  |
| 7    | Roberto Falaschi     | Legnano              | s.t.     |
| 8    | Waldemaro Bartolozzi | Legnano              | s.t.     |
| 9    | Antonio Viani        | Asborno-Fréjus       | s.t.     |
| 10   | Gilberto Dall'Agata  | Ghigi-Coppi          | a 3'47"  |